# Bory (Żarnówka)
Bory – część wsi Żarnówka w Polsce, położona w województwie małopolskim, w powiecie suskim, w gminie Maków Podhalański.
W latach 1975–1998 Bory położone były w województwie bielskim.